# Адамово (Вишковський повіт)
Адамово (пол. Adamowo) — село в Польщі, у гміні Длуґосьодло Вишковського повіту Мазовецького воєводства.
Населення — 27 осіб (2011).
У 1975-1998 роках село належало до Остроленцького воєводства.

## Демографія
Демографічна структура станом на 31 березня 2011 року:
|          | Загалом | Допрацездатний вік | Працездатний вік | Постпрацездатний вік |
| -------- | ------- | ------------------ | ---------------- | -------------------- |
| Чоловіки | 17      | 5                  | 12               | 0                    |
| Жінки    | 10      | 1                  | 7                | 2                    |
| Разом    | 27      | 6                  | 19               | 2                    |